# أولافور إيجلسون
أولافور إيجلسون (1564 - 1 مارس 1639) كان قسيس آيسلندي. في 1627 أختطف مع زوجته وأولاده من قبل قراصنة بربر أثناء غارتهم على يستمان. عرفت الغارة في التاريخ الآيسلندي ب عمليات الاختطاف التركية. أطلق سراحه وعاد ليستمان في 1627، لم تعد زوجته حتى عام 1637 وأبناؤه لم يعودوا أبدًا. كتب لاحقًا مذكرات عن اختطافه وعودته لوطنه، نُشرت في كل من أيسلندا والدنمارك.